# Fageia clara
Fageia clara là một loài nhện trong họ Philodromidae.
Loài này thuộc chi Fageia. Fageia clara được Cândido Firmino de Mello-Leitão miêu tả năm 1937.